# Consumisme

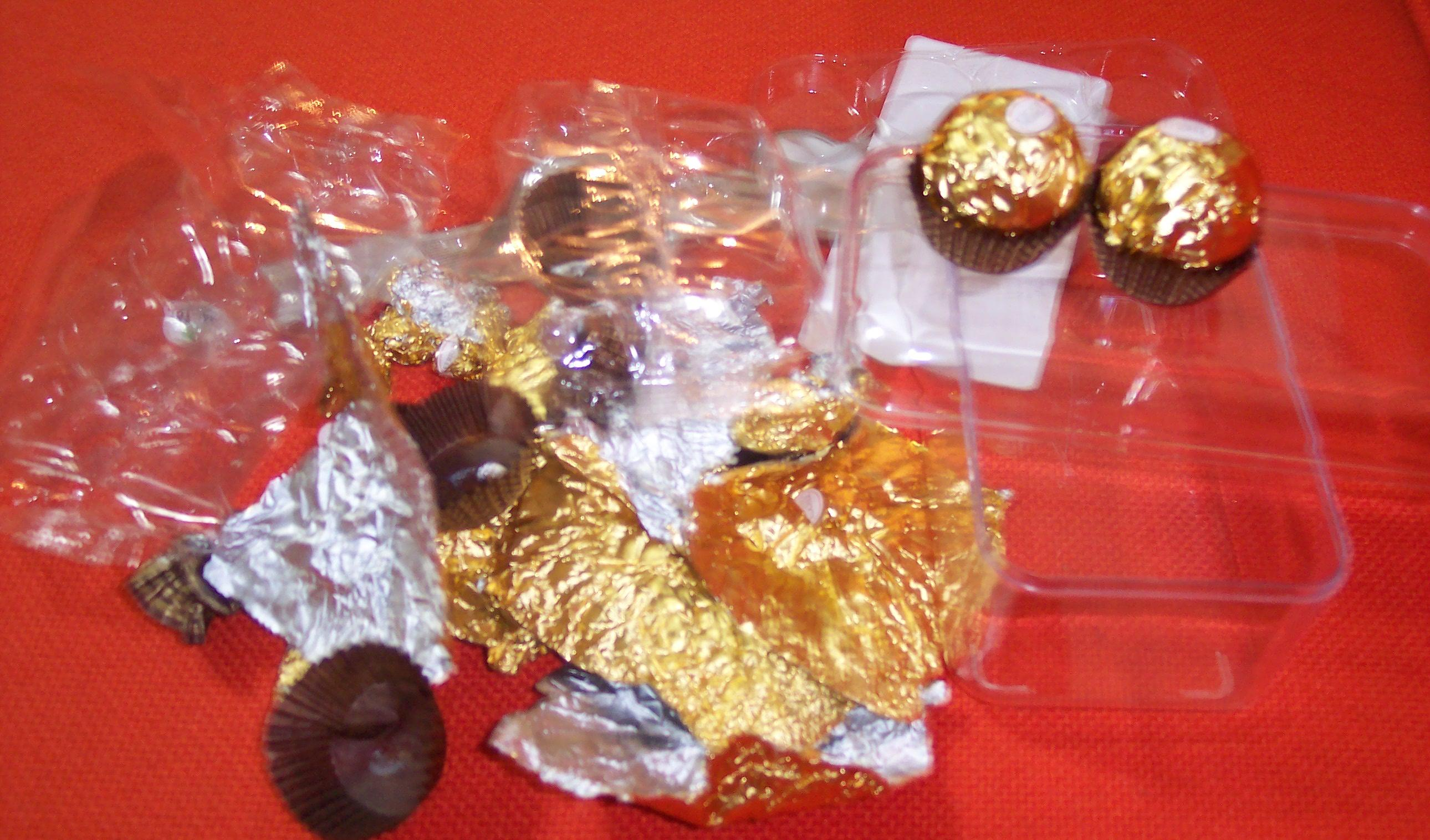
Exemple de xocolates amb un excessiu empaquetat

El consumisme és un corrent econòmic fonamentat en l'increment infinit de consum de béns.
És una opció filosòfica i econòmica que preconitza que la felicitat rau en la compra de béns i serveis i així es contribueix al creixement econòmic.
Es centra en la idea de l'imaginari col·lectiu, ja que es creen una sèrie de valors comuns de la societat en la qual tothom té la necessitat de comprar i consumir el mateix producte.
L'opció es resumeix en la frase irònica «compro, per tant existeixo», una paràfrasi de la idea de René Descartes (1596-1650) «penso, per tant existeixo». El model econòmic del consum infinit en una Terra de recursos finits és subjecte de crítica, pel desgast i el seu impacte en els recursos naturals i l'equilibri ecològic. La terra no té prou recursos (sòl arable, primeres matèries…) per poder generalitzar a tots els habitants del planeta el volum de consum de recursos per capita de la societat occidental. Per la seva influència en el canvi climàtic, els mètodes de producció per respondre a la demanda creixent inherent al consumisme produeixen residus tòxics i altres efectes que redueixen encara més els recursos limitats d'aigua potable i terra arable.

## Origen i antropologia del consumisme

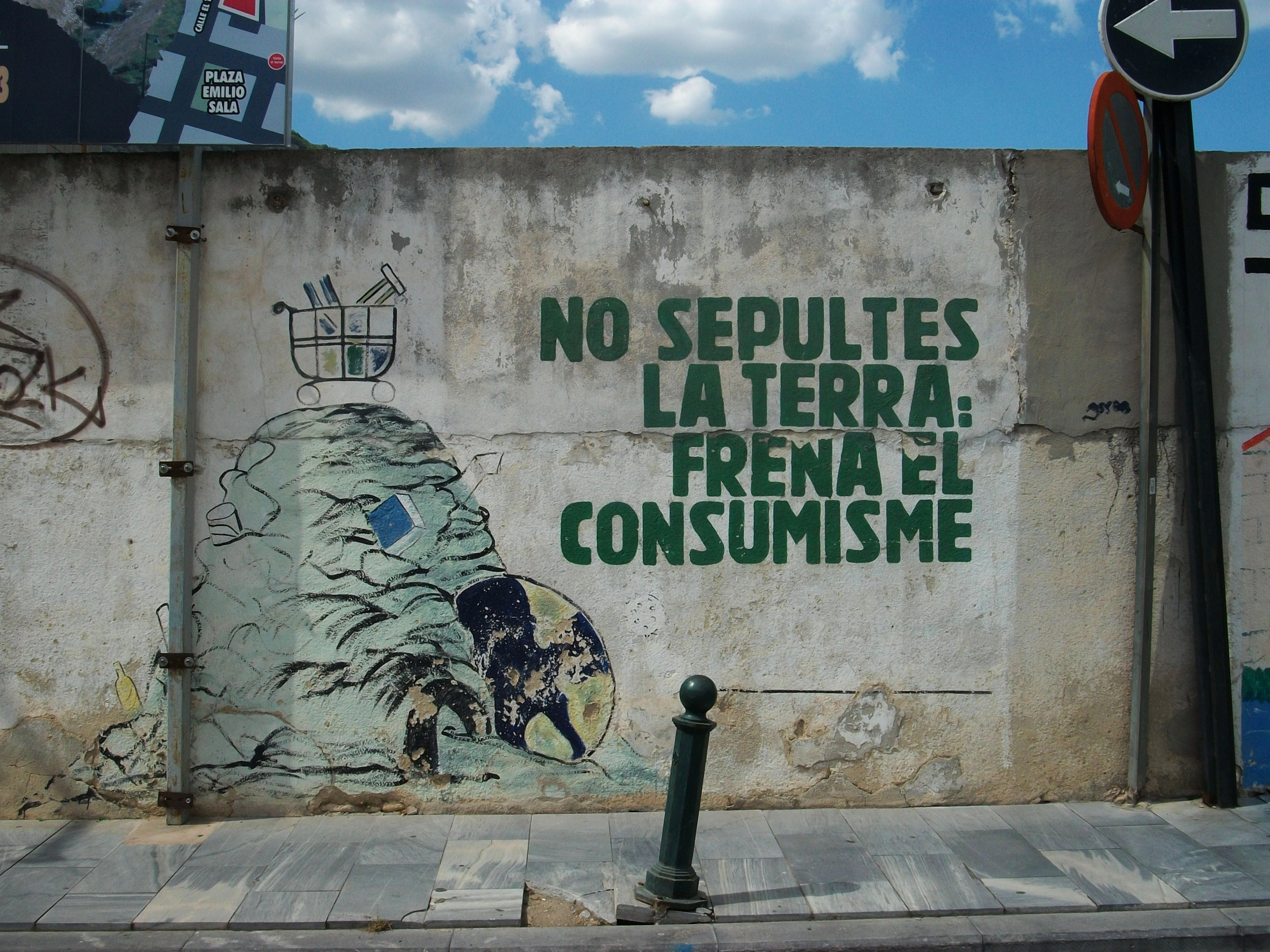

El consumisme inicia el seu desenvolupament i creixement al llarg del segle xx com a conseqüència directa de la lògica interna del capitalisme i l'aparició del màrqueting o publicitat -eines que fomenten el consum generant noves necessitats en el consumidor-. El consumisme s'ha desenvolupat principalment en el denominat món occidental -estenent-se després a altres àrees-, fent-se popular el terme creat per l'antropologia social societat de consum, referit al consum massiu de productes i serveis.
Per Jeremy Rifkin a la dècada de 1920 es va produir una sobreproducció als Estats Units -motivada per una augment de la productivitat i una baixada de la demanda per l'existència d'un alt nombre d'aturats degut als canvis tecnològics- que va trobar en el màrqueting l'eina per incrementar, dirigir i controlar el consum.
En relació amb l'evolució des de les primitives societats igualitàries a societats de classes diferenciades i el pas de l'intercanvi i la reciprocitat a l'acumulació.